# Estación de Villamarchante (Renfe)
Villamarchante fue una estación pasante de la línea Valencia-Liria de ancho ibérico, desmantelada en su práctica totalidad. 
Fue estación de la primitiva línea C-4 de Cercanías Valencia desde 1889, fecha en la que se inauguró la línea, hasta el 1 de enero de 1985 cuando pasó a ser estación para mercancías exclusivamente. En las inmediaciones de esta estación se realizaban trabajos de carga de arena en los trenes de mercancías.
La estación fue demolida en 1993 después que en ella se ocultara Antonio Anglés Martins, el asesino (todavía en busca y captura) de las niñas de Alcácer

## Distribución de las vías
| Vía | Trenes y destinos                                |
| --- | ------------------------------------------------ |
| 1   | Valencia-Norte(Desmantelada) Líria(Desmantelada) |
| 2   | Valencia-Norte(Desmantelada) Líria(Desmantelada) |

## Líneas y conexiones
| origen/destino | < estación         | línea          | estación > | origen/destino |
| -------------- | ------------------ | -------------- | ---------- | -------------- |
| Valencia-Nord  | Ribarroja de Túria | Valencia-Liria | Benaguacil | Líria          |

## Otros medios de transporte que atienden la Estación de Villamarchante y sus alrededores

### MetroValencia
Ferrocarriles de la Generalidad Valenciana tiene previsto extender la línea  de MetroValencia hasta la localidad de Villamarchante aprovechado la traza de la antigua línea Valencia-Liria.
| << cabecera          | < estación         | Línea | estación >        | cabecera >>       |
| -------------------- | ------------------ | ----- | ----------------- | ----------------- |
| Alboraya-Peris Aragó | Ribarroja de Turia |       | Final de Trayecto | Final de Trayecto |